# Bahnhof Zollern

Der Bahnhof Zollern, umgangssprachlich auch Zollerbahnhof genannt, war ein Bahnhof am Streckenkilometer 30,9 der Bahnstrecke Tübingen–Sigmaringen, welche die preußische Exklave der Hohenzollernsche Lande mitten im Königreich Württemberg an das Eisenbahnnetz anschloss. Das denkmalgeschützte Bauwerk liegt auf der Gemarkung von Wessingen, einem Ortsteil von Bisingen im Zollernalbkreis in Baden-Württemberg. Die rund zwei Kilometer südwestlich der Kernstadt der ehemaligen hohenzollerischen Residenzstadt Hechingen liegende Station diente vor allem Ende des 19. Jahrhunderts der Erreichbarkeit der damals neu wiedererrichteten Burg Hohenzollern, der Stammburg des Adelsgeschlechts Hohenzollern.

## Geschichte

### Planung, Errichtung und Inbetriebnahme

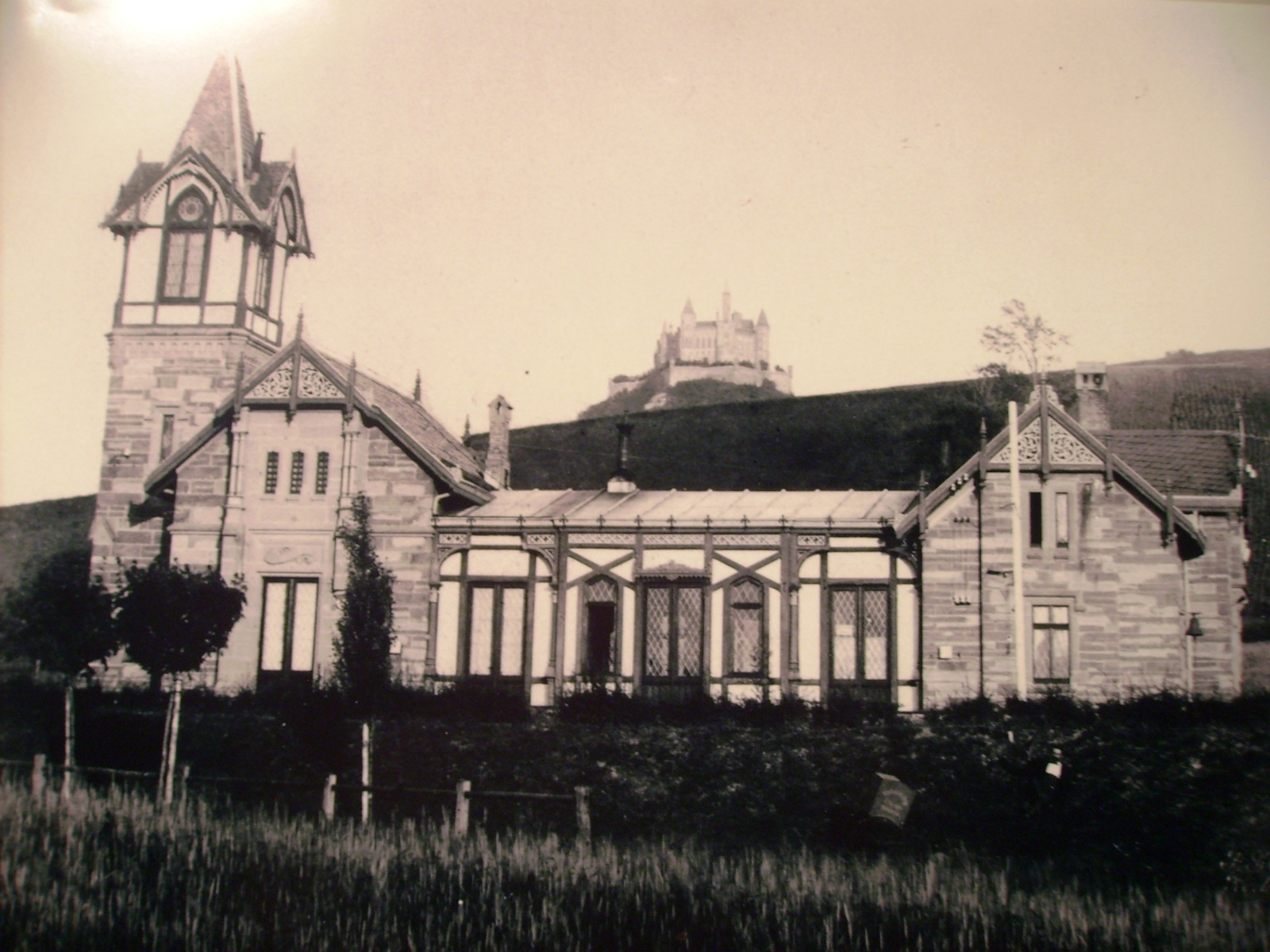
Gleisseite mit der Burg im Hintergrund (um 1900)

Bei der Planung der Bahnstrecke Tübingen–Sigmaringen schlug die Königlich Württembergische Eisenbahn-Bau-Commision am 2. Juli 1872 der Königlich Württembergischen Eisenbahndirektion in Stuttgart die Errichtung einer Station unterhalb des Hohenzollern vor, die der König von Württemberg Karl, für den deutschen Kaiser, verfügt habe. Die Königliche Eisenbahndirektion lehnte am 18. September 1872 eine Station ohne öffentlichen Verkehr ab. Nach Streitigkeiten zwischen dem Königlichen Ministerium für auswärtige Angelegenheiten und der Königlichen Eisenbahndirektion bewilligte die Königliche Eisenbahndirektion am 21. April 1873 den Bahnhof für sowohl den Kaiser als auch die öffentliche Personen- und Gepäckbeförderung. Güterverkehr war damals nicht vorgesehen. Die Stadt Hechingen wiederum befürchtete einen Rückgang des Fremdenverkehrs in der Stadt durch die entfallenden Ein- und Ausstiege am 1869 eröffneten Bahnhof Hechingen, da sich die zu Fuß zurückliegende Wegstrecke zur Burg Hohenzollern vom Bahnhof Zollern im Vergleich zum Bahnhof Hechingen halbierte. Der Bahnhof wurde bis zur Einweihung des Streckenabschnitts Hechingen—Balingen am 1. August 1874 fertiggestellt und von den Königlich Württembergischen Staats-Eisenbahnen zusammen mit diesem in Betrieb genommen.

### Gleisanlagen und Erweiterungen
Zollern war von Anfang an ein Bahnhof mit zwei Bahnsteiggleisen und der Möglichkeit von Zugkreuzungen. Die Länge des Kreuzungsgleises betrug zunächst 163 Meter. 1892 wurde im Bahnhof ein als Kurbelwerk ausgeführtes Fahrdienstleiterstellwerk der Maschinenfabrik Esslingen in Betrieb genommen. 1908 wurde das Kreuzungsgleis mit Schutzweichen auf beiden Seiten versehen und auf 239 Meter verlängert. Da die Nutzlänge des Kreuzungsgleises für die gestiegenen Längen der Güterzüge nicht mehr ausreichte und deswegen Wagen im Bahnhof Balingen (Württ) ausgesetzt oder Züge in Hechingen und Bisingen zurückgehalten werden mussten, wurde mehrmals eine Verlängerung des Kreuzungsgleises auf mindestens 550 Meter gefordert. 1930 wurde eine Verlängerung durchgeführt. Bei der Deutschen Reichsbahn handelte es sich um einen Bahnhof der IV. Klasse.
Zur Verladung gab es einen Gleisstumpf. Für den stark angestiegenen Stückgut- und der Wagenladungsverkehr wurde der Bahnhof Zollern zu klein und daher der Neubau eines Ladegleises gefordert.
Der Bahnhof wurde bis 1914 regelmäßig auch von adligen Personen und für Staatsbesuche genutzt. Die Würdenträger wurden vom Bahnhof mit Kutschen hinauf zur Burg gebracht. Kaiser Wilhelm II. nutzte den Bahnhof selbst nur selten. Überliefert sind Besuche in den Jahren 1893, 1899, 1905 und 1911. Die letzte derartige Nutzung des Bahnhofs fand 1972 anlässlich der Nachfeier des 80. Geburtstags von Viktoria Luise von Preußen, der Tochter Kaiser Wilhelms II., statt.

### Rückbau
Am Ende der 1960er Jahre begann die Deutsche Bundesbahn mit dem Rückbau: 1967 beendete sie die Möglichkeit zur Zugkreuzung durch den Ausbau der Weiche Richtung Balingen. 1972 nahm die Deutsche Bundesbahn das Stellwerk außer Betrieb, baute die Gleisanlagen zurück und wandelte den bis dahin im Personenverkehr regelmäßig bedienten Bahnhof mit dem Ende der personellen Besetzung in einen unbesetzten Haltepunkt um, der noch gelegentlich, besonders für Reisegruppen zur Burg Hohenzollern, bedient wurde. 1977 endete die Bedienung und der Haltepunkt Zollern wurde aufgelassen.
In späteren Jahren wurde etwas südlich der ehemaligen Station Zollern, beim Streckenkilometer 31,341, die Ausweichanschlussstelle Zollern eingerichtet, ihre amtliche Abkürzung lautet TZO. Sie dient der Bedienung des Asphaltmischwerks des Unternehmens „Hermann Schetter GmbH & Co. KG“ mit Schotterzügen.

## Bahnhofsgebäude und Bahnhofsumfeld
Das repräsentative Empfangsgebäude entstand 1874 bahnlinks in einem der Burg Hohenzollern nachempfundenen Baustil und besteht wie die Burg aus Malmstein.

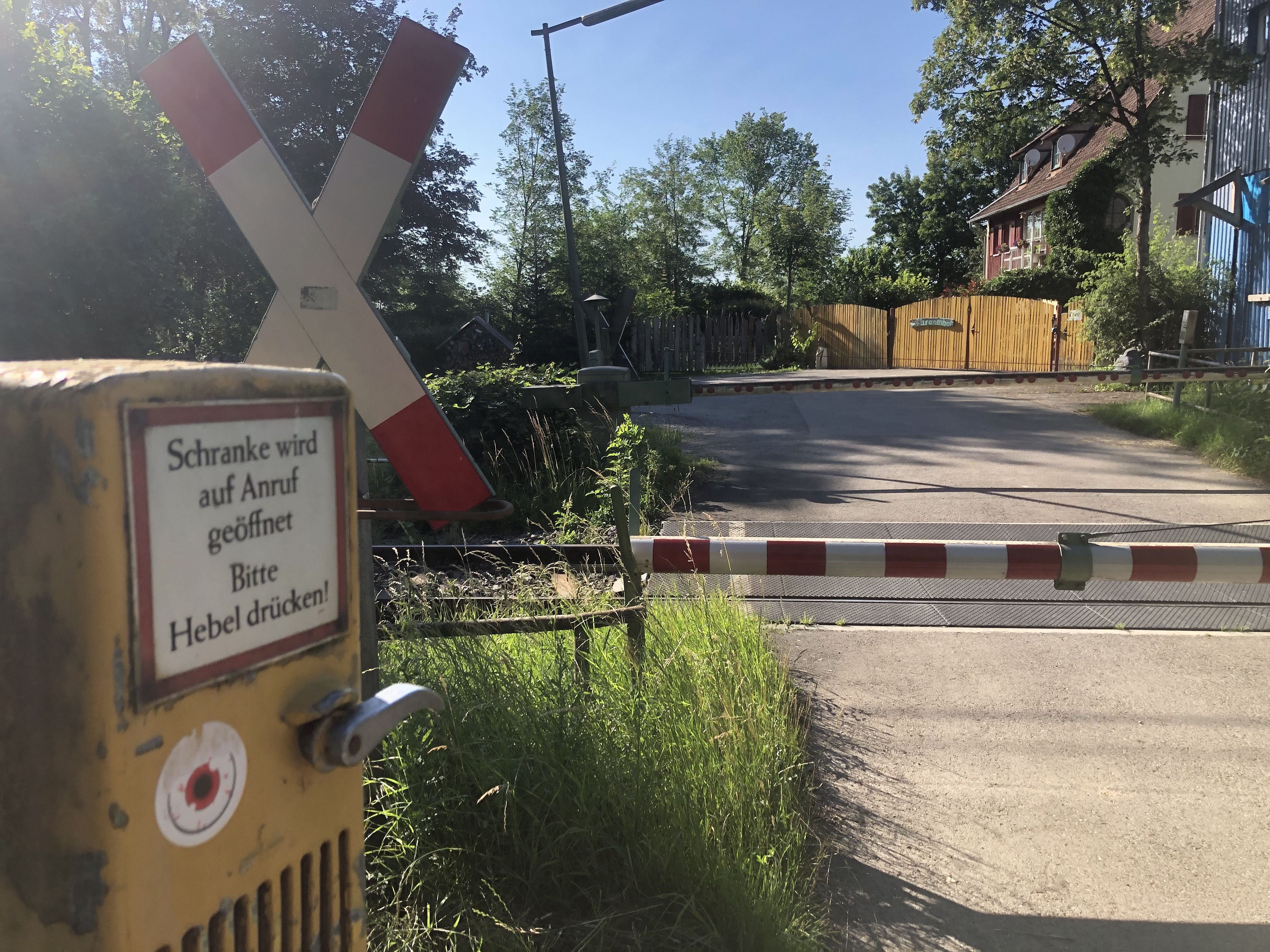
In unmittelbarer Nähe regelt eine Anrufschranke den Bahnübergang.

Architekt des Bahnhofsgebäudes war der preußische Oberbaurat Josef Schlierholz. Er gestaltete das Gebäude im Stil des Eklektizismus und orientierte sich an der Burg Hohenzollern. Es zeichnet sich durch einen Fachwerkbau und ein daneben stehendes Sandsteingebäude aus. Daneben existiert bis heute ein mit aufwändigem Schnitzwerk stilvoll verziertes Toilettengebäude. Bis 1929 stand zwischen Fachwerkbau und Sandsteingebäude ein Turm, der damals wegen eines geplanten, aber letztlich nicht realisierten Anbaus einer Wohnung abgerissen wurde.
Im Gebäude, bestehend aus sieben Zimmern mit einer Gesamtfläche von 185 Quadratmetern, stand dem Kaiser und seinem Gefolge ein stilvoll verzierter Fürstensalon mit Holzdecke und reich verziertem Fries zur Verfügung. Für den kaiserlichen Hofzug wurde, neben dem durchgehenden Streckengleis, ein langes Stumpfgleis angelegt.
Den Reisenden standen im Gebäude ursprünglich Wartesäle 1., 2., 3. und 4. Klasse zur Verfügung. Zudem bestand neben einem Gepäckraum und einem Kassenbereich auch noch eine Wohnung für den Bahnhofsvorsteher.

### Nachnutzung
Das Gebäude wurde 1976 als Kulturdenkmal von besonderer Bedeutung eingestuft und zum Kauf angeboten. Da sich niemand um es kümmerte, verkam es immer mehr. Dabei wurden Fenster eingeschlagen und Räume demoliert. 1981 war jemand zum Kauf und einer Instandsetzung unter den Auflagen der Denkmalbehörde bereit.
Bis um 2000 war auf dem 1800 Quadratmeter umfassenden Gelände eine rustikale Gartenwirtschaft untergebracht. Von 2007 bis 2010 hielt eine Druiden-Loge ihre Logensitzungen im Kaisersalon ab. Ab den 2000er Jahren wurde die Immobilie als Requisit für Fotos genutzt und war dafür von einem Fotografenmeister gepachtet. Sie war im Eigentum einer Familie und wurde 2012 an einen anonymen Käufer veräußert.

## Trivia
Heute trägt die Straße am Bahnhof den Namen Am Zollerbahnhof, das Empfangsgebäude hat die Hausnummer 1. Jenseits der Bahngleise befindet sich der schon auf Hechinger Gemarkung liegende Wohnplatz Bahnhof Zollern.